# Responsabilità penale degli enti
La responsabilità penale degli enti, in diritto, è una fattispecie di responsabilità penale, prevista da molti ordinamenti giuridici in diversi Stati del mondo.

## Nel mondo

### Francia
Il nuovo codice penale francese prevede una responsabilità diretta dell'ente all'art. 121-2 e dispone che:
"la responsabilità delle persone giuridiche non esclude quella delle persone fisiche, autori o complici dei medesimi fatti".
Art. 121 -2/1: le persone giuridiche sono penalmente responsabili..per i reati commessi:
- per loro conto;
- dai propri organi;
- o da rappresentanti.

La normativa prevede che le persone giuridiche siano responsabili per i delitti commessi "per loro conto" dai loro organi sociali o dai loro rappresentanti.
Si prevede che la responsabilità della persona giuridica non esclude quella della persona fisica.
La responsabilità degli enti non sussiste allorché l'organo agente abbia agito per scopi personali.
Gli illeciti devono scaturire da soggetti posti in posizione sovraordinata nell'organigramma aziendale.
Deve essere pienamente accertata la responsabilità penale in capo alla persona fisica.
Pene criminali sono:
- ammenda: il limite massimo è il quintuplo di quello previsto;
- scioglimento: quando la società sia stata costituita per realizzare attività criminali;
- interdizione per un tempo non inferiore a 5 anni;
- sottoposizione per 5 anni a sorveglianza giudiziaria;
- chiusura (definitiva o temporanea) dei pubblici mercati;
- interdizione perpetua o per un tempo non inferiore ai 5 anni;
- interdizione temporanea "";
- confisca della cosa che servì a commettere il reato.

### Germania
Con l'emanazione della legge sulle violazioni amministrative (Owig), l'art. 30 stabilisce che le persone giuridiche, le società commerciali viene comminata una Geldbuse (Sanzione pecuniaria amministrativa) qualora un soggetto legittimato, in qualità di rappresentante commetta un reato per violazioni degli obblighi degli enti.
All'art. 30 comma 4 si stabilisce che l'ammenda può infliggersi contro l'ente anche se il procedimento verso la persona fisica non viene intrapreso e si conclude con l'esenzione della pena.
Vi è una responsabilità autonoma dell'ente.
La responsabilità amministrativa sorge quando il soggetto agente sia un soggetto apicale.
Per quanto riguarda la disciplina della confisca, prima della modifica del 1996 potevano essere confiscati i beni che appartenessero al reo o al partecipe.
Con la modifica del 1996 la confisca trova applicazione nel caso di illeciti commessi da rappresentanti o da organi dell'impresa. La confisca può essere applicata ai soggetti agenti persone fisiche, ma anche all'ente.

### Italia
Nell'ordinamento italiano è stata introdotta dal d.lgs. 8 giugno 2001, n. 231.

### Portogallo
La responsabilità delle persone giuridiche è svincolata da una responsabilità in capo ad un soggetto persona fisica, per le infrazioni contro l'economia e la salute pubblica.

### Spagna
Modello delle consecuencias accesorias previsto dall'art. 129 codice penale spagnolo. È un sistema a numero chiuso, il giudice potrà decidere di applicare o meno dette misure solo qualora la fattispecie criminosa esplicitamente lo preveda.
Le ipotesi sono:
- esibizionismo;
- commercio di bambini;
- reati contro la proprietà intellettuale e industriale;
- ricettazione;
- reati contro l'ambiente..

Le conseguenze che avvengono sono:
a) Chiusura dell'impresa per le società e per le imprese individuali. La chiusura può essere:
- temporanea: massimo 5 anni;
- definitiva.

b) Scioglimento della società, ma solo per le persone giuridiche;
c) Sospensione di attività della società;
d) divieto di realizzare nel futuro attività, operazioni commerciali;
e) amministrazione giudiziaria dell'impresa come salvaguardia degli interessi dei lavoratori e creditori dell'impresa.
Le conseguenze accessorie vengono adottate una volta accertata la sussistenza del fumus boni iuris e del periculum in mora, mentre le conseguenze accessorie adottate in pendenza del processo hanno in sé una vocazione tendente alla neutralizzazione dell'attività delittuosa, rischiando di anticipare in certo qual modo gli effetti di un'eventuale sentenza. Si riconoscono una finalità preventiva circa la commissione di futuri eventuali fatti illeciti. Le conseguenze accessorie si applicano in presenza di precise esigenze special preventive.

### Stati Uniti d'America
Agli enti che commettono reati viene applicata una sanzione pecuniaria (incapacitation fine), ammontare della pena pecuniaria è elevato da penalizzare ogni attività dell'impresa e causarne l'estinzione.
Sanzioni sono:
1) restitution;
2) Remedial Orders: obbligo di risarcire il danno causato dal reato;
3) Community Service:
4) Probation: monitoraggio dell'attività da parte dell'Organo di Sorveglianza, il controllo sarà più invasivo quanto meno l'ente si rende disponibile ad attivarsi in prima persona per adottare i compliance programs.
Le sanzioni di natura civilistica hanno finalità risarcitoria. La pena è proporzionata alla gravità del fatto e alla colpevolezza dell'ente.
Compliance Programs: sono codici etici di autoregolamentazione che l'impresa è tenuta a prevede ed attuare al suo interno.
Per la sanzione pecuniaria vi è l'applicabilità del sistema delineato dalle linee guida e limitata a un numero di reati espressamente previsti.
Sono esclusi i reati ambientali, reati in materia alimentare, agricoltura, stupefacenti.
Per calcolare la pena base, il giudice deve prendere in considerazione determinati fatti:
- importo in denaro;
- profitto che la persona giuridica ha ricavato;
- perdita in denaro determinato consapevolmente, intenzionalmente o colposamente dall'impresa con la commissione del reato.

Altra pena è l'Adverse Publicity, una sanzione della pubblicità denigratoria, con l'obbligo per l'ente di pubblicizzare il reato.